# アイルランド4地域の旗

アイルランド4地域の旗（例）。左上から時計回りにマンスター、コノート、レンスター、アルスターの旗である。順番に決まりはない。

アイルランド4地域の旗は、アイルランドの伝統的な地域の4つ（マンスター (南部)、レンスター (東部)、コノート (西部) および アルスター(北部)）をそれぞれアイルランドの徽章として4等分して示したもの。「4地域の旗」とその派生は様々な、エール（アイルランド共和国）と北アイルランドを合わせた「アイルランド島全域」のスポーツチーム、文化的組織によって使用される。順番はさまざまである。

## 概要

### レンスターの旗

レンスターの旗

東部のレンスターの旗 「緑地の白銀の弦の黄金のハープ (Vert, a Harp Or, stringed Argent )」はティンクチャーを変えたものがアイルランドの国章になったと信じられている。

### マンスターの旗

マンスターの旗

同様に南部の マンスターの旗は「ダークブルーの地の三つの黄金の王冠 (dark blue, three antique crowns Or )」との紋章説明を持ち、レンスターのハープの紋章が現れる前は、アイルランド全体を象徴する徽章であった。これはかつての「アイルランド卿」あるいは1386年にロバート・デ・ヴェレが短期間保持していた爵位「アイルランド公爵」に由来すると考えられている。王冠はいまはふつう「むかしのもの」あるいは「東方のもの」として描かれる。またほかの説には3つの王冠はマンスターを支配して、伯爵位を授かった3つの領主、北マンスターのトーモンド、南マンスターのデズモンド、東マンスターのオルモンドの三家を表わしているというものである。

### アルスターの旗

アルスターの旗

北部のアルスターの旗は、黄金地に赤の十字はアルスター伯のバーク家の紋章であり、アルスターの赤い手はオニール家の印章であり、両者で構成されている。これら2つの王朝と象徴はアルスターと不可分である。これらの組み合わせは「ギュールズ（赤）の十字にオーア（黄金）地にアージェント（白銀）にインエスカッシャンされたところにギュールズの直立した手首より上の右手 (Or, on a Cross Gules, an inescutcheon Argent, charged with a dexter hand erect aupaumee and couped at the wrist Gules )」と説明される。

### コノートの旗

コノートの旗

西部のコノートの旗は以下のような紋章説明である。「薄いアージェントとアジュールに二等分され、前者にはセーブル（黒）の鷲の半身、後者には半分の曲げられた鎧を着用した腕にその手はすべて剣が掲げられている。これらはすべてアージェントである (Party Per Pale Argent and Azure, in the first an eagle dimidiated and displayed Sable in the second issuant from the partition an arm embowed and vested, the hand holding a sword erect, all Argent )」
これらは中世にアイルランドでの布教に努めたドイツのレーゲンスブルクのショッテンクレスター（ゲールの修道院）の紋章と結び付けられてきた。
レーゲンスブルクのショッテンクレスターは少なくとも14世紀の遡り、神聖ローマ帝国皇帝の紋章（英語版）(庇護をうけた修道院)に含まれていた。この二分された紋章はオブライエン王朝の紋章のクレスト（11世紀のオブライエンは修道院のfundatorとして記録されている）と関係があると考えられている。紋章はコノート王のルアリー・ウア・コンホヴァル（w:Ruaidrí Ua Conchobair）に与えられた。彼はノルマン人侵攻前の最後のアイルランド上王（英語版）であり、修道院から支援の返礼として紋章を贈呈された。紋章は16世紀末にアスローン紋章官補のエドワード・フレッチナーによって「古い形式の紋章」として見做され、17世紀にティンクチャーを少し変えた紋章に変更された
。

## 現在の使用

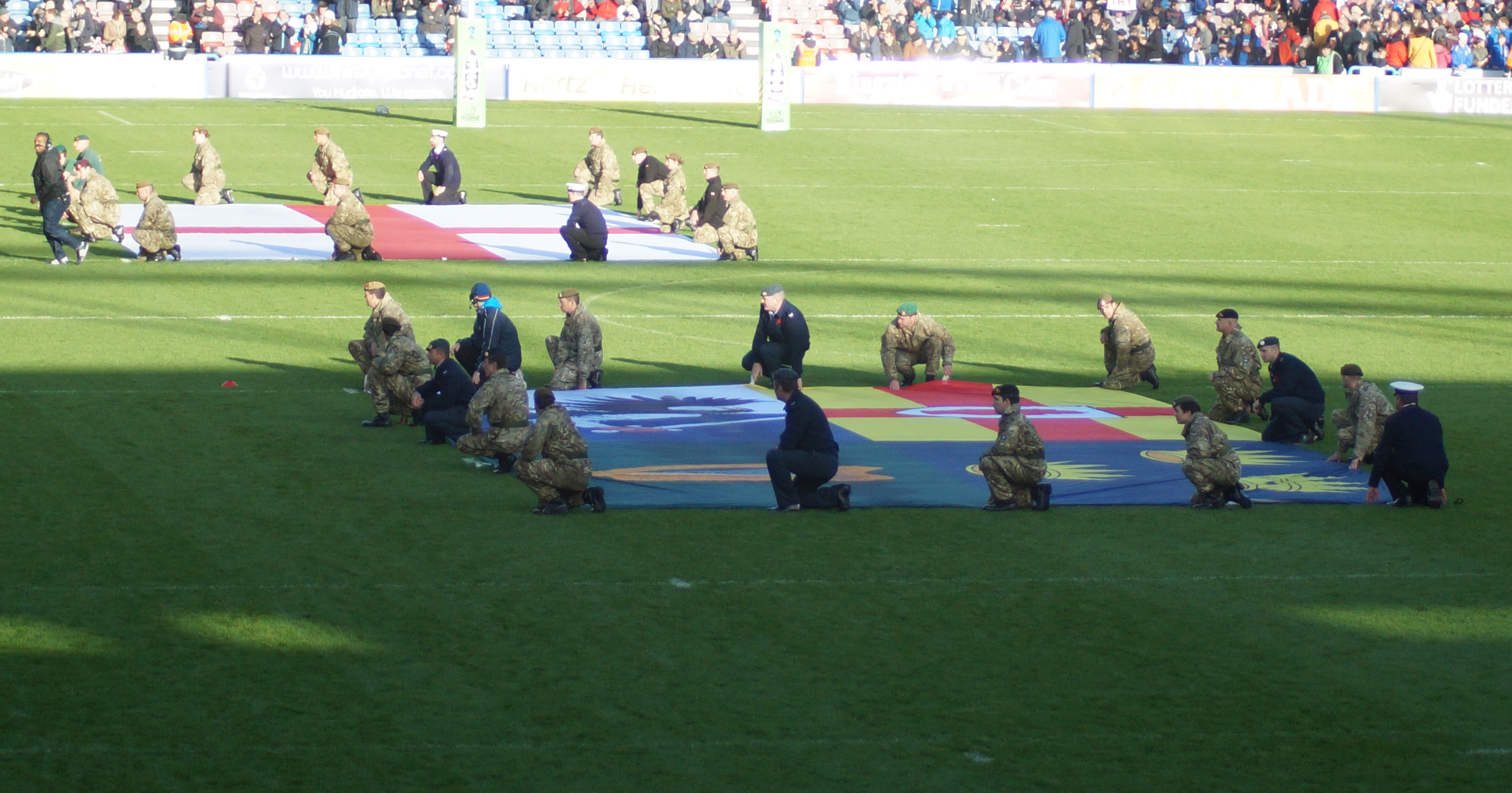
England v Ireland 2013 RLWC

この旗とさまざまな派生は現在は多くのアイルランドの組織で使用されている。とくに、アイルランド島全域という状況で使用される。たとえばラグビーアイルランド代表、ホッケーアイルランド代表、アイルランドボクシング協会などである。

ラグビーアイルランド代表
ホッケーアイルランド代表